# Läroverksgatan
Läroverksgatan är en gata i stadsdelen Inom Vallgraven i centrala Göteborg. Gatan är cirka 140 meter lång, och sträcker sig från Hvitfeldtsplatsen till Magasinsgatan.
Gatan fick sitt namn 1883 efter sitt läge vid Högre latinläroverket.